# Colleferro
Colleferro is een gemeente in de Italiaanse provincie Rome (regio Latium) en telt 21.536 inwoners (31-12-2004). De oppervlakte bedraagt 27,5 km², de bevolkingsdichtheid is 742 inwoners per km².

## Demografie
Colleferro telt ongeveer 8370 huishoudens. Het aantal inwoners steeg in de periode 1991-2001 met 1,6% volgens cijfers uit de tienjaarlijkse volkstellingen van ISTAT.
| Jaar | Inwoneraantal |
| ---- | ------------- |
| 1991 | 20.392        |
| 2001 | 20.723        |
| 2008 | 22.071        |

## Geografie
De gemeente ligt op ongeveer 218 m boven zeeniveau.
Colleferro grenst aan de volgende gemeenten: Artena, Genazzano, Paliano (FR), Rocca Massima (LT), Segni, Valmontone.